# Башево (Тверская область)
Башево — деревня в Андреапольском районе Тверской области. Входит в состав Андреапольского сельского поселения.

## География
Деревня расположена в южной части района. Находится на расстоянии примерно 30 км к юго-востоку от города Андреаполь. Ближайшие населённые пункты — деревни Малое и Большое Вдовино.

## История
Деревня Башева впервые упоминается на топографической трёхвёрстной карте Фёдора Шуберта, изданной в 1871 году.
На карте РККА 1923—1941 годов обозначена деревня Башево. Имела 9 дворов.
До 2005 года деревня входила в состав Козловского сельского округа, с 2005 — в составе Андреапольского сельского поселения.

## Население
| 2002 | 2010 |
| ---- | ---- |
| 0    | →0   |